# Kroksjön (Graninge socken, Ångermanland)
Kroksjön är en sjö i Sollefteå kommun i Ångermanland och ingår i Indalsälvens huvudavrinningsområde. Sjön har en area på 0,105 kvadratkilometer och ligger 317,3 meter över havet.

## Delavrinningsområde
Kroksjön ingår i det delavrinningsområde (697493-156850) som SMHI kallar för Mynnar i Ljustorpsån. Medelhöjden är 360 meter över havet och ytan är 16,57 kvadratkilometer. Det finns inga avrinningsområden uppströms utan avrinningsområdet är högsta punkten. Vattendraget som avvattnar avrinningsområdet har biflödesordning 3, vilket innebär att vattnet flödar genom totalt 3 vattendrag innan det når havet efter 62 kilometer. Avrinningsområdet består mestadels av skog (76 procent) och sankmarker (13 procent). Avrinningsområdet har 0,66 kvadratkilometer vattenytor vilket ger det en sjöprocent på 4 procent.